# Magerrasen bei Steinperf und Brachehöll bei Niedereisenhausen
Magerrasen bei Steinperf und Brachehöll bei Niedereisenhausen este o arie protejată (arie specială de conservare — SAC, sit de importanță comunitară — SCI) din Germania întinsă pe o suprafață de 8,72 ha, integral pe uscat.

## Localizare
Centrul sitului Magerrasen bei Steinperf und Brachehöll bei Niedereisenhausen este situat la coordonatele 50°49′23″N 8°29′07″E / 50.8231°N 8.4853°E.

## Înființare
Situl Magerrasen bei Steinperf und Brachehöll bei Niedereisenhausen a fost declarat sit de importanță comunitară în noiembrie 2004 pentru a proteja un număr necunoscut de specii din flora spontană și fauna sălbatică aflate în arealul zonei. Situl a fost protejat și ca arie specială de conservare în martie 2008.

## Biodiversitate
Situată în ecoregiunea continentală, aria protejată conține 4 habitate naturale: Formațiuni de Juniperus communis pe lande sau pajiști calcaroase, Pajiști uscate seminaturale și facies de acoperire cu tufișuri pe substraturi calcaroase (Festuco-Brometalia) (* situri importante pentru orhidee), Fânețe de joasă altitudine (Alopecurus pratensis, Sanguisorba officinalis), Roci stâncoase cu vegetație pionieră de Sedo-Scleranthion sau Sedo albi-Veronicion dillenii.
La baza desemnării sitului se află un număr nedeclarat de specii protejate.
Pe lângă speciile protejate, pe teritoriul sitului au mai fost identificate 2 specii de nevertebrate.